# Francesco Moser

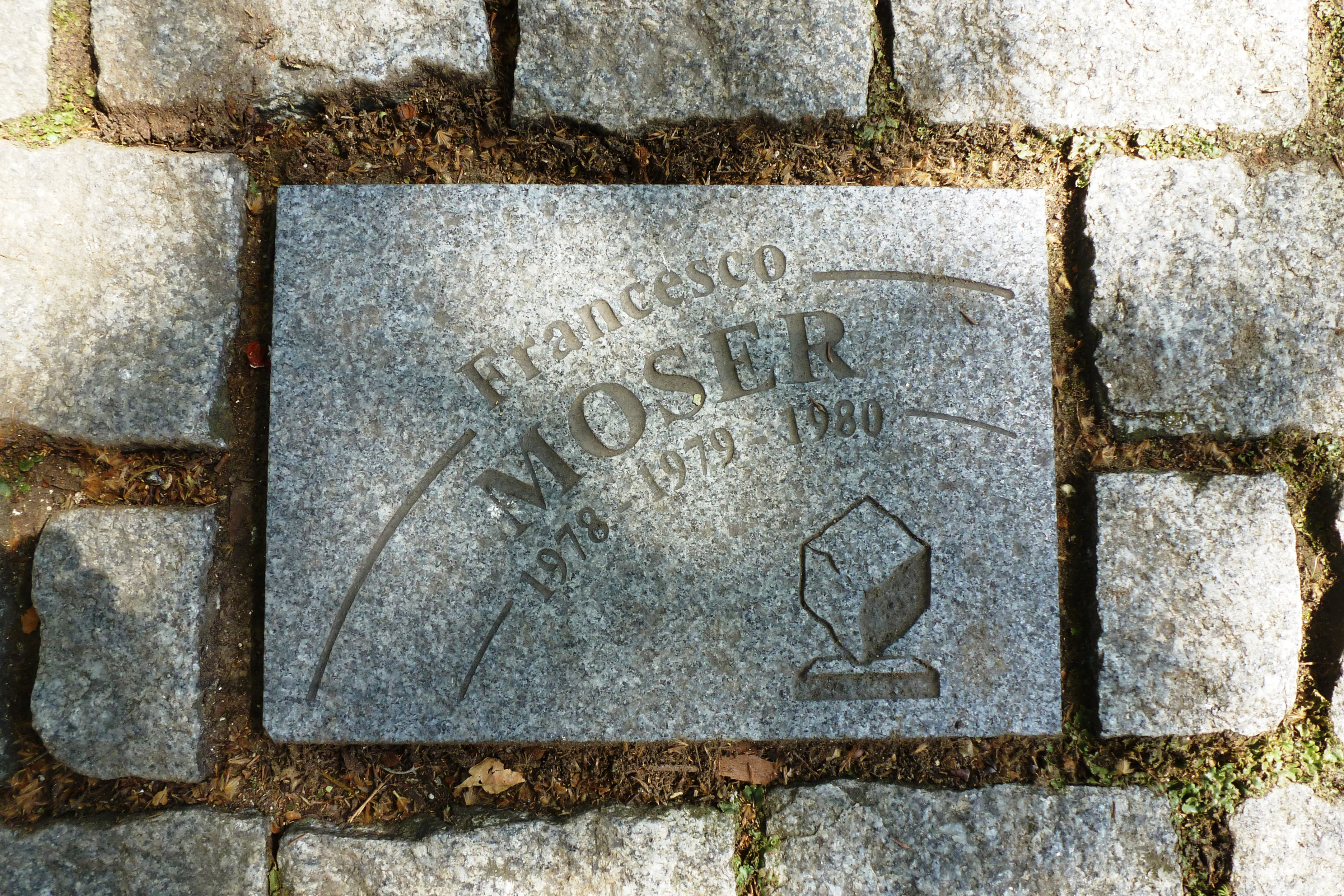
Gatsten på Allée Charles Crupelandt i Roubaix som visar på Francesco Mosers tre raka segrar i Paris–Roubaix 1978, 1979 och 1980.

Francesco Moser, född 19 juni 1951 i Giovo, Trento, är en tidigare tävlingscyklist från Italien. Han kallades ibland för Lo sceriffo, "Sheriffen". Moser var en av de dominerande cyklisterna under 1970-talet fram till tidigt 1980-tal. Han vann bland annat Giro d'Italia 1984 och Världsmästerskapens linjelopp 1977.

## Karriär

### Klassikerna
Francesco Moser slutade tvåa i Paris–Roubaix 1974 bakom Roger De Vlaeminck och tvåa bakom belgaren Marc Demeyer i tävlingen 1976. Efter de två förlusterna lyckades han att vinna tävlingen 1978 då han vann före De Vlaeminck och Jan Raas. Han vann tävlingen igen 1979 framför Roger De Vlaeminck och Hennie Kuiper och sedan tog han sin tredje vinst 1981 när han slutade före Bernard Hinault och Roger De Vlaeminck. Han slutade också trea i tävlingen 1983 efter Hennie Kuiper och Gilbert Duclos-Lassalle. 
Moser vann Lombardiet runt 1975 och 1978, samt Milano–San Remo 1984. Av de andra klassikerna vann han också Paris–Tours 1974, Züri Metzgete och La Flèche Wallonne 1977, samt Gent-Wevelgem 1979.

### Grand Tours
1984 vann Francesco Moser det italienska etapploppet Giro d'Italia framför Laurent Fignon och Moreno Argentin. Moser, som framförallt var tempoloppsspecialist, fick ta fördel av sin talang i den disciplinen för att ta så mycket tid som möjligt på bergsspecialisterna. Han vann också tävlingens poängtröja 1976, 1977, 1978 och 1982.

### Världsmästerskapen
Moser tog världsmästartiteln 1977 när han vann Världsmästerskapen framför Dietrich Thurau och Franco Bitossi. Han tog silvermedaljen i tävlingen 1976, en tävling där vinnaren blev belgaren Freddy Maertens. Han slutade också tvåa i tävlingen 1978 efter den nederländske cyklisten Gerrie Knetemann.

### Timrekord

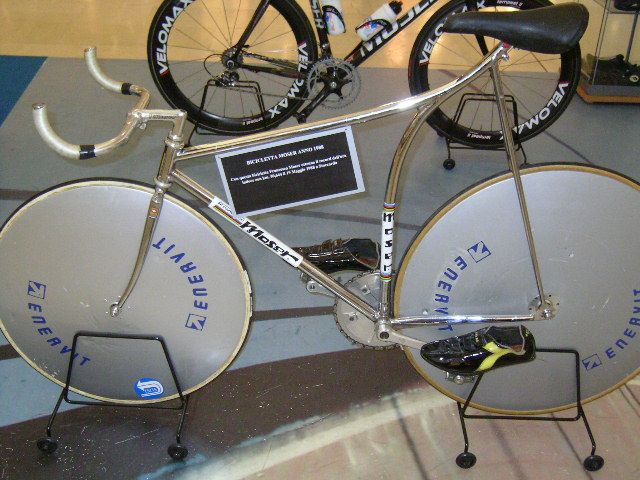
Cykeln Francesco Moser slog timrekordet på i Mecico City 1984. Även om heltäckta hjul senare tilläts har dock Mosers cykel ett mindre framhjul än bakhjul och sadeln sitter för långt bak i förhållande till styret (avståndet mellan sadelns framspets och styrbulten får vara högst 450 mm), för att nämna två uppenbara detaljer.

Moser slog Eddy Merckxs timrekord från 1972 år 1984, men den cykel som Moser använde sig av var mer avancerad än den Merckx hade använt sig av. 1996 tog Union Cycliste Internationale, UCI, bort alla rekord som hade tagits med cyklar som hade haft ett teknologiskt övertag framför de cyklar som använts 1972. Francesco Moser auktionerade senare ut sin cykel där pengarna gick till Unicef. 1999 erkände han att han hade använts sig av bloddopning för att slå rekordet, men metoden bröt inte mot regelverket vid tillfället då rekordet sattes.

## Efter karriären
Moser avslutade sin professionella cykelkarriär 1987. Han blev ordförande för Cyclistes Professionnels Associés, CPA, efter Giro d'Italia 1999. CPA kan liknas vid ett fackförbund för professionella cyklister.
Utanför cykelsporten satt Moser även i Trentino-Sydtyrolens regionalråd 1993–1998.

## Personligt
Francesco Moser är yngre bror till Aldo Moser som vann Grand Prix des Nations 1959. Hans två andra bröder, Enzo Moser och Diego Moser, var också tävlingscyklister. Fransesco Moser är också farbror till Leonardo Moser, Ignazio Moser och Moreno Moser.

## Meriter – Landsväg
1972
8:a i linjelopp vid Olympiska spelen
1973
Vinnare av etapp 14 i Giro d'Italia
3:a i Giro della Provincia di Reggio Calabria
5:a totalt i Giro di Puglia
7:a i Trofeo Laigueglia
9:a totalt i Tirreno–Adriatico
9:a i Flèche Wallonne
9:a i Milano–Torino
1974
Vinnare av Paris–Tours
Vinnare av Coppa Bernocchi
Vinnare av Giro del Piemonte
Vinnare av Giro dell'Emilia
Vinnare av Giro della Provincia di Reggio Calabria
Vinnare av Giro di Toscana
Vinnare av Giro dell'Umbria
Vinnare av Trofeo Baracchi (med Roy Schuiten)
2:a i Paris–Roubaix
2:a i Coppa Placci
2:a i Gran Premio di Lugano
2:a i Trofeo Matteotti
2:a i Gran Premio Valencia
4:a i Giro della Romagna
5:a totalt i Tirreno–Adriatico
5:a i Grand Prix des Nations
5:a i Gran Premio Industria e Commercio di Prato
6:a i linjelopp vid Italienska mästerskapen
7:a i linjelopp vid Världsmästerskapen
7:a totalt i Giro d'Italia
7:a i Giro di Lombardia
8:a i Super Prestige Pernod
8:a totalt i Volta a la Comunitat Valenciana
10:a i Paris–Bryssel
1975
 Vinnare av linjelopp vid Italienska mästerskapen
 Vinnare totalt av Grand Prix du Midi Libre
Vinnare av etapperna 3 och 4a
Vinnare av Giro di Lombardia
Vinnare av Trofeo Matteotti
Vinnare av Gran Premio Città di Camaiore
Vinnare av Coppa Placci
Vinnare av Giro dell'Umbria
Vinnare av Grand Prix de Monaco
Vinnare av Trofeo Baracchi (med Gianbattista Baronchelli)
2:a totalt i Critérium du Dauphiné Libéré
Vinnare av prologen (TTT)
2:a i Milano–Sanremo
2:a i Trofeo Pantalica
2:a i Gran Premio di Lugano
2:a i Giro della Provincia di Reggio Calabria
3:a i Super Prestige Pernod
3:a i Züri Metzgete
4:a totalt i Tirreno–Adriatico
4:a totalt i Giro di Puglia
4:a i Giro dell'Emilia
5:a i Paris–Roubaix
5:a i Milano–Torino
5:a i Giro di Toscana
6:a i Giro del Veneto
6:a i Coppa Sabatini
6:a i Critérium des As
7:a totalt i Tour de France
 Vinnare av ungdomstävlingen
Vinnare av prologen och etapp 7
8:a totalt i À travers Lausanne
8:a i Gent–Wevelgem
9:a i Coppa Agostoni
10:a i Coppa Bernocchi
1976
 Vinnare totalt av Giro di Puglia
Vinnare av etapp 2
Vinnare av Giro dell'Appennino
Vinnare av Giro Di Toscana
Vinnare av Trofeo Pantalica
Vinnare av Trofeo Matteotti
Vinnare av Tre Valli Varesine
 2:a i linjelopp vid Världsmästerskapen
2:a i Super Prestige Pernod
2:a ilinjelopp vid Italienska mästerskapen
2:a i Paris–Roubaix
2:a i Flandern runt
2:a i Coppa Bernocchi
2:a i Coppa Placci
2:a i Trofeo Baracchi (med Roy Schuiten)
3:a i Coppa Agostoni
3:a i Giro del Friuli
4:a totalt i Giro d'Italia
 Vinnare av poängtävlingen
Vinnare av etapperna 4, 7 (ITT) och 14
4:a totalt i Tirreno–Adriatico
4:a i Züri Metzgete
6:a i Giro di Lombardia
6:a i Giro dell'Umbria
6:a i Giro di Campania
6:a i Milano–Vignola
7:a i Gent–Wevelgem
8:a i Gran Premio Industria e Commercio di Prato
9:a i Milano–Sanremo
9:a i Giro dell'Emilia
1977
 Världsmästare i linjelopp
Vinnare av Flèche Wallonne
Vinnare av Züri Metzgete
Vinnare av Châteauroux Classic
Vinnare av Grand Prix Le Télégramme
Vinnare av Critérium des As
Vinnare av Coppa Agostoni
Vinnare av Giro del Lazio
Vinnare av Giro di Toscana
Vinnare av Giro dell'Umbria
Vinnare av etapp 4 i Tour de l'Aude
2:a totalt i Giro d'Italia
 Vinnare av poängtävlingen
3:a i linjelopp vid Italienska mästerskapen
3:a i Giro di Campania
4:a totalt i Giro di Puglia
4:a i Flandern runt
4:a i Giro del Veneto
5:a i Super Prestige Pernod
5:a i Milano–Torino
5:a i Coppa Bernocchi
5:a i Trofeo Pantalica
5:a i Gran Premio Industria e Commercio di Prato
5:a i Giro della Provincia di Reggio Calabria
6:a i Trofeo Matteotti
6:a i Coppa Placci
6:a i Gran Premio Città di Camaiore
7:a i Amstel Gold Race
7:a i Giro dell'Emilia
9:a i Tre Valli Varesine
1978
Vinnare av Super Prestige Pernod
 Vinnare totalt av Volta a Catalunya
 Vinnare av poängtävlingen
Vinnare av prologen, etapperna 1, 3b och 7b (ITT)
 Vinnare totalt av Tour de l'Aude
Vinnare av prologen, etapperna 1 och 3
Vinnare av Paris–Roubaix
Vinnare av Giro di Lombardia
Vinnare av Tre Valli Varesine
Vinnare av GP Industria & Artigianato di Larciano
Vinnare av Giro del Lazio
Vinnare av Coppa Sabatini
Vinnare av Trofeo Matteotti
Vinnare av etapp 2 i Giro di Sardegna
 2:a i linjelopp vid Världsmästerskapen
2:a i linjelopp vid Italienska mästerskapen
2:a totalt i Giro di Puglia
2:a i Amstel Gold Race
2:a i Züri Metzgete
2:a i Gran Premio di Lugano
2:a i Grand Prix des Nations
3:a totalt i Giro d'Italia
 Vinnare av poängtävlingen
Vinnare av etapperna 11b, 13, 14 (ITT) och 16 (ITT)
3:a totalt i Tirreno–Adriatico
3:a i Liège–Bastogne–Liège
3:a i Gent–Wevelgem
3:a i Trofeo Laigueglia
3:a i Grosser Preis des Kantons Aargau
4:a i Rund um den Henninger Turm
6:a i Milano–Sanremo
7:a i Flandern runt
8:a i Giro della Romagna
8:a i Critérium des As
9:a totalt i Grand Prix du Midi Libre
Vinnare av prologen och etapp 3
1979
 Italiensk mästare i linjelopp
 Vinnare totalt av Ruota d'Oro
Vinnare av etapperna 2 och 3 (ITT)
 Vinnare totalt av Tour de l'Aude
Vinnare av prologen
Vinnare av Paris–Roubaix
Vinnare av Gent–Wevelgem
Vinnare av Giro dell'Emilia
Vinnare av Giro del Friuli
Vinnare av Giro del Veneto
Vinnare av Trofeo Baracchi (med Giuseppe Saronni)
2:a totalt i Giro d'Italia
Vinnare av prologen, etapperna 3 (ITT) och 17
2:a totalt i Giro del Trentino
2:a i Grand Prix des Nations
2:a i Züri Metzgete
2:a i GP Industria & Artigianato di Larciano
2:a i Coppa Agostoni
3:a totalt i Deutschland Tour
3:a i Trofeo Laigueglia
3:a i Coppa Bernocchi
3:a i Giro di Campania
4:a i Super Prestige Pernod
4:a i Milano–Sanremo
4:a i Giro del Lazio
5:a totalt i Tirreno–Adriatico
Vinnare av prologen
5:a i Tre Valli Varesine
6:a i Trofeo Pantalica
1980
 Vinnare totalt av Tirreno–Adriatico
Vinnare av prologen
 Vinnare totalt av Giro del Trentino
Vinnare av prologen och etapp 1
Vinnare av Paris–Roubaix
Vinnare av Nice–Alassio
Vinnare av prologen i Giro d'Italia
2:a i Flandern runt
2:a i Rund um den Henninger Turm
2:a i Milano–Torino
2:a i Trofeo Pantalica
2:a i Milano–Vignola
3:a i Super Prestige Pernod
3:a totalt i Tour of Belgium
3:a i Trofeo Laigueglia
3:a i Coppa Sabatini
3:a i Grand Prix des Nations
5:a i Coppa Agostoni
6:a i Milano–Sanremo
6:a i Coppa Placci
7:a i Giro dell'Emilia
7:a i Giro del Lazio
8:a i Trofeo Matteotti
1981
 Italiensk mästare i linjelopp
 Vinnare totalt av Tirreno–Adriatico
Vinnare av prologen
 Vinnare totalt av Giro di Frasassi
Vinnare av etapp 2
Vinnare av Coppa Agostoni
Vinnare av Giro dell'Umbria
Vinnare av etapp 14 i Giro d'Italia
2:a totalt i Giro del Trentino
2:a totalt i Ruota d'Oro
2:a i Giro dell'Emilia
2:a i Giro della Romagna
2:a i Grand Prix Le Télégramme
2:a i Milano–Vignola
2:a i Trofeo Baracchi (med Knut Knudsen)
3:a i Paris–Roubaix
3:a i Coppa Bernocchi
3:a i Giro Di Toscana
3:a i Giro di Campania
3:a i Giro dell'Etna
4:a i Rund um den Henninger Turm
4:a i Giro del Friuli
6:a i linjelopp vid Världsmästerskapen
7:a i Giro del Lazio
8:a totalt i Tour de l'Aude
8:a i Coppa Placci
1982
 Vinnare totalt av Tour Midi-Pyrénées
Vinnare av prologen
Vinnare av Giro di Toscana
Vinnare av Giro di Campania
Vinnare av Grand Prix Le Télégramme
2:a totalt i Grand Prix du Midi Libre
Vinnare av etapp 1
2:a totalt i Giro del Trentino
2:a i Coppa Agostoni
3:a totalt i Baskien runt
3:a i Giro di Lombardia
3:a i Coppa Sabatini
4:a totalt i Tirreno–Adriatico
4:a i Milano–Sanremo
4:a i GP Industria & Artigianato di Larciano
6:a totalt i Giro di Sardegna
6:a totalt i Tour de l'Aude
7:a i Milano–Torino
7:a i Giro del Friuli
8:a totalt i Giro d'Italia
 Vinnare av poängtävlingen
Vinnare av etapperna 7 och 20
9:a totalt i Ruota d'Oro
9:a i Coppa Bernocchi
10:a i Super Prestige Pernod
10:a i Paris–Roubaix
1983
 Vinnare totalt av Giro del Trentino
Vinnare av prologen
 Vinnare totalt av Tour of Norway
Vinnare av etapp 1
Vinnare av Milano–Torino
Vinnare av Milano–Vignola
Vinnare av Giro del Friuli
Vinnare av Giro di Campania
Vinnare av Trofeo Pantalica
Vinnare av Giro dell'Umbria
2:a i Giro del Lazio
3:a totalt i Tirreno–Adriatico
3:a i Paris–Roubaix
3:a i Giro del Piemonte
3:a i Giro della Provincia di Reggio Calabria
4:a i Giro del Veneto
4:a i Trofeo Matteotti
5:a i Giro di Lombardia
5:a i Critérium des As
10:a i Giro dell'Emilia
10:a i Gran Premio Città di Camaiore
1984
 Vinnare totalt av Giro d'Italia
Vinnare av prologen, etapperna 6, 15 (ITT) och 22 (ITT)
Vinnare av Milano–Sanremo
Vinnare av Giro del Lazio
Vinnare av Giro dell'Etna
Vinnare av Trofeo Baracchi (med Bernard Hinault)
2:a i Gran Premio Città di Camaiore
5:a i Super Prestige Pernod
5:a i Trofeo Pantalica
6:a i Grand Prix Le Télégramme
8:a i Critérium des As
10:a totalt i Vuelta a España
Vinnare av prologen och etapp 11
1985
Vinnare av Giro dell'Appennino
Vinnare av Giro dell'Etna
Vinnare av Trofeo Baracchi (med Hans-Henrik Ørsted)
Vinnare av etapp 1 Ruota d'Oro
2:a totalt i Giro d'Italia
Vinnare av prologen, etapperna 19 och 22 (ITT)
2:a i Giro del Friuli
4:a i Giro di Campania
5:a totalt i Giro del Trentino
5:a i Giro dell'Emilia
5:a i Giro dell'Umbria
1986
Vinnare av Giro dell'Etna
2:a totalt i Tirreno–Adriatico
Vinnare av prologen och etapp 6 (ITT)
2:a i Giro dell'Appennino
2:a i Giro della Provincia di Reggio Calabria
3:a totalt i Giro d'Italia
Vinnare av etapp 18 (ITT)
3:a i Trofeo Pantalica
4:a totalt i Settimana Internazionale di Coppi e Bartali
Vinnare av etapp 4
5:a i Giro di Campania
6:a totalt i Giro di Puglia
6:a i Tre Valli Varesine
6:a i GP Industria & Artigianato di Larciano
7:a i Amstel Gold Race
7:a i Coppa Agostoni
8:a i Paris–Roubaix
9:a i Rund um den Henninger Turm
10:a i Super Prestige Pernod
1987
3:a totalt i Tour Méditerranéen
Vinnare av prologen
4:a totalt i Giro del Trentino
Vinnare av prologen
4:a i Firenze–Pistoia
5:a totalt i Tirreno–Adriatico
5:a i Milano–Vignola
9:a i Gran Premio Industria e Commercio di Prato
9:a i Trofeo Matteotti
10:a i linjelopp vid Italienska mästerskapen
10:a i Trofeo Pantalica

### Placeringar i större etapplopp
| Grand Tours           |      |      |      |      |      |      |      |      |      |      |      |      |      |      |      |         |
| Grand Tour            | 1973 | 1974 | 1975 | 1976 | 1977 | 1978 | 1979 | 1980 | 1981 | 1982 | 1983 | 1984 | 1985 | 1986 | 1987 | Etapper |
| Giro d'Italia         | 15   | 7    | —    | 4PK  | 2P   | 3P   | 2    | DNF  | 21   | 8P   | DNF  | 1    | 2    | 3    | —    | 23      |
| Tour de France        | —    | —    | 7U   | —    | —    | —    | —    | —    | —    | —    | —    | —    | —    | —    | —    | 2       |
| Vuelta a España       | —    | —    | —    | —    | —    | —    | —    | —    | —    | —    | —    | 10   | —    | —    | —    | 2       |
| Övriga                |      |      |      |      |      |      |      |      |      |      |      |      |      |      |      |         |
| Lopp                  | 1973 | 1974 | 1975 | 1976 | 1977 | 1978 | 1979 | 1980 | 1981 | 1982 | 1983 | 1984 | 1985 | 1986 | 1987 | Etapper |
| Tour de Suisse        | 14   | —    | —    | —    | —    | —    | —    | —    | —    | —    | —    | —    | —    | —    | —    | 1       |
| Critérium du Dauphiné | —    | —    | 2    | —    | —    | —    | —    | —    | —    | —    | —    | —    | —    | —    | —    | 1       |
| Baskien runt          | —    | —    | —    | —    | —    | —    | —    | —    | —    | 3P   | —    | —    | —    | —    | —    | —       |
| Tour de Romandie      | —    | —    | —    | —    | —    | —    | —    | —    | 2    | —    | —    | —    | —    | —    | —    | —       |
| Volta a Catalunya     | —    | —    | —    | —    | —    | 1P   | —    | —    | —    | —    | —    | —    | —    | —    | —    | 4       |
| Tirreno-Adriatico     | —    | —    | —    | —    | —    | 3    | 5    | 1    | 1    | 4    | 3    | —    | —    | 2    | 5    | 5       |
| Giro di Sardegna      | —    | —    | —    | —    | 13   | 11   | —    | —    | —    | 6    | —    | —    | —    | —    | —    | 1       |
| Tour of Belgium       | —    | —    | —    | —    | —    | —    | —    | 3P   | —    | —    | —    | —    | —    | —    | —    | —       |

DNF = fullföljde ej
Vinnare: P = poängtävlingen, K = kombinationstävlingen, U = ungdomstävlingen

### Placeringar i större endagslopp
| Monumenten                            |      |      |      |      |      |      |      |      |      |      |      |      |      |      |      |
| Lopp                                  | 1973 | 1974 | 1975 | 1976 | 1977 | 1978 | 1979 | 1980 | 1981 | 1982 | 1983 | 1984 | 1985 | 1986 | 1987 |
| Milano-Sanremo                        | 30   | 12   | 2    | 9    | 35   | 6    | 4    | 6    | 39   | 4    | 11   | 1    | 31   | 26   | 27   |
| Flandern runt                         | —    | —    | 25   | 2    | 4    | 7    | 11   | 2    | 32   | 23   | —    | —    | —    | 25   | —    |
| Liège-Bastogne-Liège                  | —    | —    | —    | —    | —    | 3    | —    | —    | —    | —    | —    | —    | —    | —    | —    |
| Paris-Roubaix                         | —    | 2    | 5    | 2    | 13   | 1    | 1    | 1    | 3    | 10   | 3    | —    | 12   | 8    | 19   |
| Lombardiet runt                       | —    | 7    | 1    | 6    | 13   | 1    | 14   | —    | 18   | 3    | 5    | —    | —    | —    | —    |
| Övriga                                |      |      |      |      |      |      |      |      |      |      |      |      |      |      |      |
| Lopp                                  | 1973 | 1974 | 1975 | 1976 | 1977 | 1978 | 1979 | 1980 | 1981 | 1982 | 1983 | 1984 | 1985 | 1986 | 1987 |
| Amstel Gold Race                      | —    | —    | —    | —    | 7    | 2    | —    | —    | —    | —    | —    | —    | —    | 7    | 54   |
| Gent–Wevelgem                         | —    | —    | 8    | 7    | —    | 3    | 1    | —    | 11   | —    | 32   | —    | —    | 11   | 46   |
| Flèche Wallonne                       | 9    | —    | —    | —    | 1    | —    | —    | —    | —    | —    | —    | —    | —    | —    | —    |
| Rund um den Henninger Turm            | —    | —    | —    | —    | —    | 4    | —    | 2    | 4    | 11   | —    | —    | —    | 9    | —    |
| Paris–Bryssel                         | —    | 10   | —    | —    | —    | —    | —    | —    | —    | —    | —    | —    | —    | —    | —    |
| Paris–Tours                           | —    | 1    | —    | —    | —    | —    | —    | —    | —    | —    | —    | —    | —    | —    | —    |
| Milano–Torino                         | 9    | —    | 5    | —    | 5    | —    | —    | 2    | —    | 7    | 1    | —    | —    | —    | —    |
| Züri Metzgete                         | —    | —    | 3    | 4    | 1    | 2    | 2    | —    | —    | —    | —    | —    | —    | —    | —    |
| Giro dell'Emilia                      | —    | 1    | 4    | 9    | 7    | —    | 1    | 7    | 2    | —    | 10   | —    | 5    | —    | —    |
| Gran Piemonte                         | —    | 1    | —    | —    | —    | —    | —    | —    | —    | —    | 3    | —    | —    | —    | —    |
| Världsmästerskapen i landsvägscykling |      |      |      |      |      |      |      |      |      |      |      |      |      |      |      |
| Disciplin                             | 1973 | 1974 | 1975 | 1976 | 1977 | 1978 | 1979 | 1980 | 1981 | 1982 | 1983 | 1984 | 1985 | 1986 | 1987 |
| Linjelopp                             | —    | 7    | 11   | 2    | 1    | 2    | —    | —    | 26   | 26   | —    | —    | —    | —    | 66   |

### Placeringar i Super Prestige Pernod
Super Prestige Pernod var en inofficiell världscup som instiftades 1959. 1988 erattes den av UCI:s officiella World Cup.
| Super Prestige Pernod |      |      |      |      |      |      |      |      |      |      |      |      |      |      |      |
|                       | 1973 | 1974 | 1975 | 1976 | 1977 | 1978 | 1979 | 1980 | 1981 | 1982 | 1983 | 1984 | 1985 | 1986 | 1987 |
| Slutplacering:        | —    | 8    | 3    | 2    | 5    | 1    | 4    | 3    | 13   | 10   | 21   | 5    | —    | 10   | —    |

## Meriter – Bana
| Francesco Mosers podieplaceringar vid Världsmästerskapen i bancykling: 1976 Världsmästare i individuellt förföljelselopp 1979 2:a i individuellt förföljelselopp Francesco Mosers podieplaceringar vid Europamästerskapen i bancykling: 1978/1979 2:a i madison med Danny Clark 1979/1980 2:a i madison med René Pijnen Francesco Moser blev italiensk mästare i: Individuellt förföljelselopp 1980, 1981, 1984, 1987 | Francesco Mosers segrar i sexdagarslopp listas nedan. Sexdagarsloppen gick normalt inomhus under vinterhalvåret, men Bassano del Grappas sexdagars kördes utomhus i juli (även Nouméas sexdagars gick utomhus, men i november under södra halvklotets sommarhalvår). \| 1975/1976 Milanos sexdagars med Patrick Sercu 1977/1978 Milanos sexdagars med René Pijnen Grenobles sexdagars med René Pijnen 1978/1979 Milanos sexdagars med René Pijnen Dortmunds sexdagars med René Pijnen 1979/1980 Grenobles sexdagars med René Pijnen 1980/1981 Milanos sexdagars med Patrick Sercu 1981/1982 Nouméas sexdagars med Maurizio Bidinost 1982/1983 Milanos sexdagars med René Pijnen \| 1983/1984 Milanos sexdagars med René Pijnen 1984/1985 Dortmunds sexdagars med René Pijnen Paris sexdagars med René Pijnen 1985/1986 Rotterdams sexdagars med Danny Clark 1986 Bassano del Grappas sexdagars med Danny Clark 1986/1987 Grenobles sexdagars med Tony Doyle 1988 Bassano del Grappas sexdagars med Danny Clark \| |
| 1975/1976 Milanos sexdagars med Patrick Sercu 1977/1978 Milanos sexdagars med René Pijnen Grenobles sexdagars med René Pijnen 1978/1979 Milanos sexdagars med René Pijnen Dortmunds sexdagars med René Pijnen 1979/1980 Grenobles sexdagars med René Pijnen 1980/1981 Milanos sexdagars med Patrick Sercu 1981/1982 Nouméas sexdagars med Maurizio Bidinost 1982/1983 Milanos sexdagars med René Pijnen               | 1983/1984 Milanos sexdagars med René Pijnen 1984/1985 Dortmunds sexdagars med René Pijnen Paris sexdagars med René Pijnen 1985/1986 Rotterdams sexdagars med Danny Clark 1986 Bassano del Grappas sexdagars med Danny Clark 1986/1987 Grenobles sexdagars med Tony Doyle 1988 Bassano del Grappas sexdagars med Danny Clark |

### Världsrekord
Under sin karriär slog Moser timrekord vid sju tillfällen:
| 50 808 m Mexico City 19 januari 1984 Tidigare rekord: 48 200 m (Eddy Merckx 25 oktober 1972, Mexico City) 51 151 m Mexico City 23 januari 1984 Förbättring av eget rekord 51 840 m Mexico City 15 januari 1994 Förbättring av eget rekord | 48 488 m Milano 26 september 1986 Tidigare rekord: 48 145 m (Hans-Henrik Ørsted 9 september 1985, Bassano) 49 802 m Milano 3 oktober 1986 Förbättring av eget rekord | 48 637 m Moskva 10 oktober 1987 Tidigare rekord: 48 448 m (Vjatjeslav Jekimov 28 oktober 1985, Moskva) 50 644 m Stuttgart 21 maj 1988 Förbättring av eget rekord Slaget: 51 596 m (Graeme Obree 17 juli 1993, Hamar) |

Mosers noteringar ogiltligförklarades dock i och med förändringar av UCI:s rekordbestämmelser 1996 (The Lugano Charter), enligt vilka, bland annat, de cyklar som Moser använt ej längre uppfyllde de nya begränsningarna gällande cykelns utformning (exempelvis använde Moser heltäckta olikstora hjul, men från 1996 krävde UCI bland annat att hjulen skulle vara ekerförsedda "traditionella hjul" som på en "Merckz-cykel" – vilket dock upphävdes 2014 då de cyklar som tilläts i förföljelselopp även tilläts för timrekord). Mosers noteringar från Mexico 1984 räknades i stället (från 2014) som varande "Bästa notering med människokraft" (Best Human Powered Effort) fram till Obrees "rekord" i Hamar 1993